# Laurin-Treppe

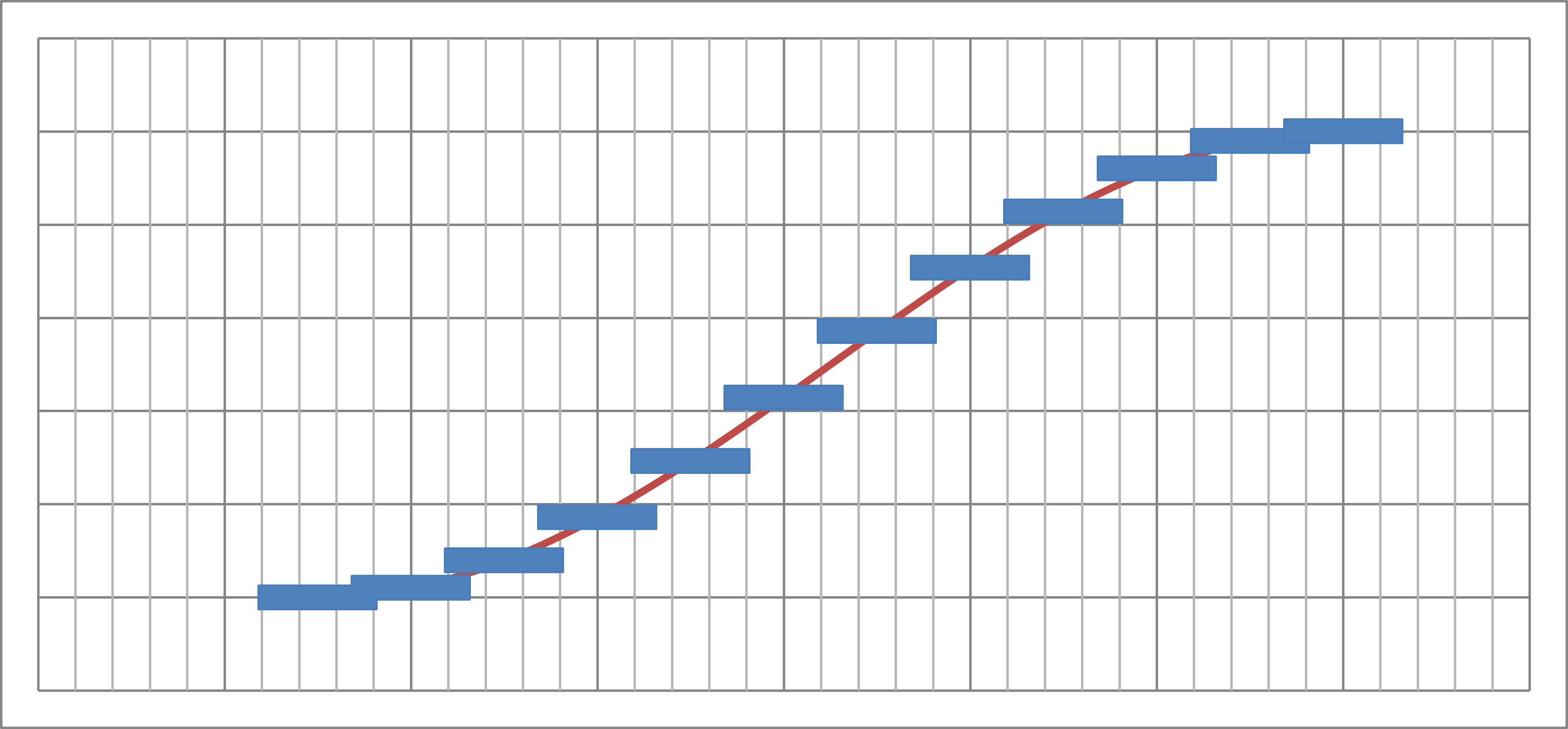
Prinzipdarstellung einer Laurin-Treppe

Eine Laurin-Treppe (auch: Sinustreppe) ist eine spezielle Form einer Treppe.

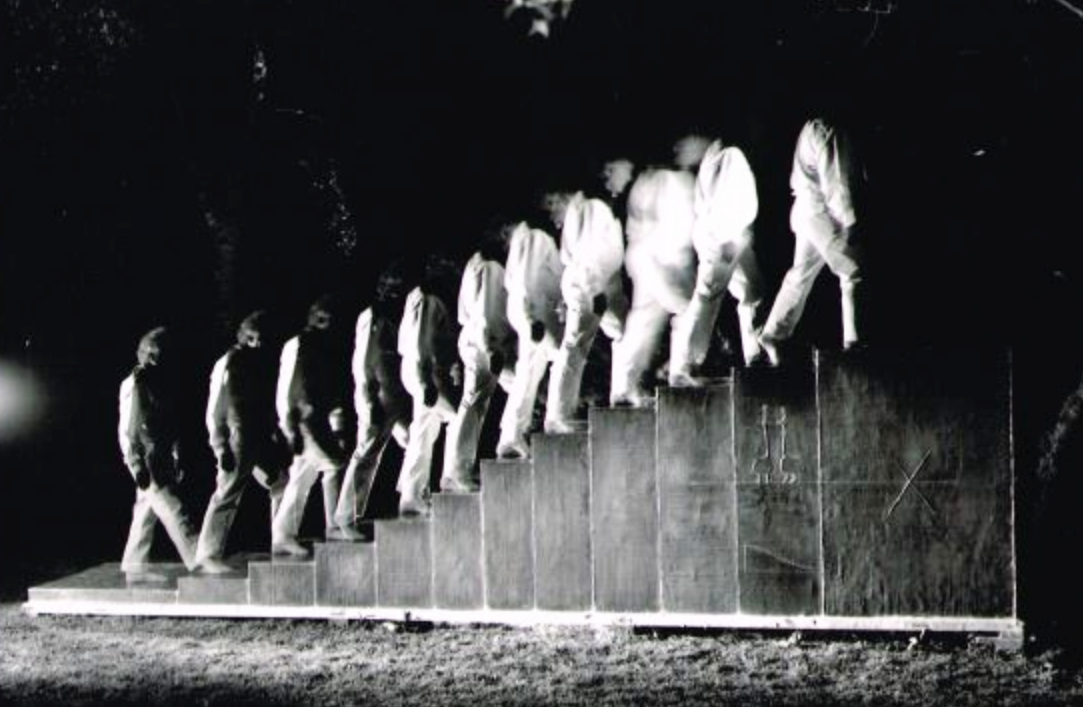
Bewegungsstudie auf einer Sinustreppe nach der Theorie von Werner Bäumler-Laurin

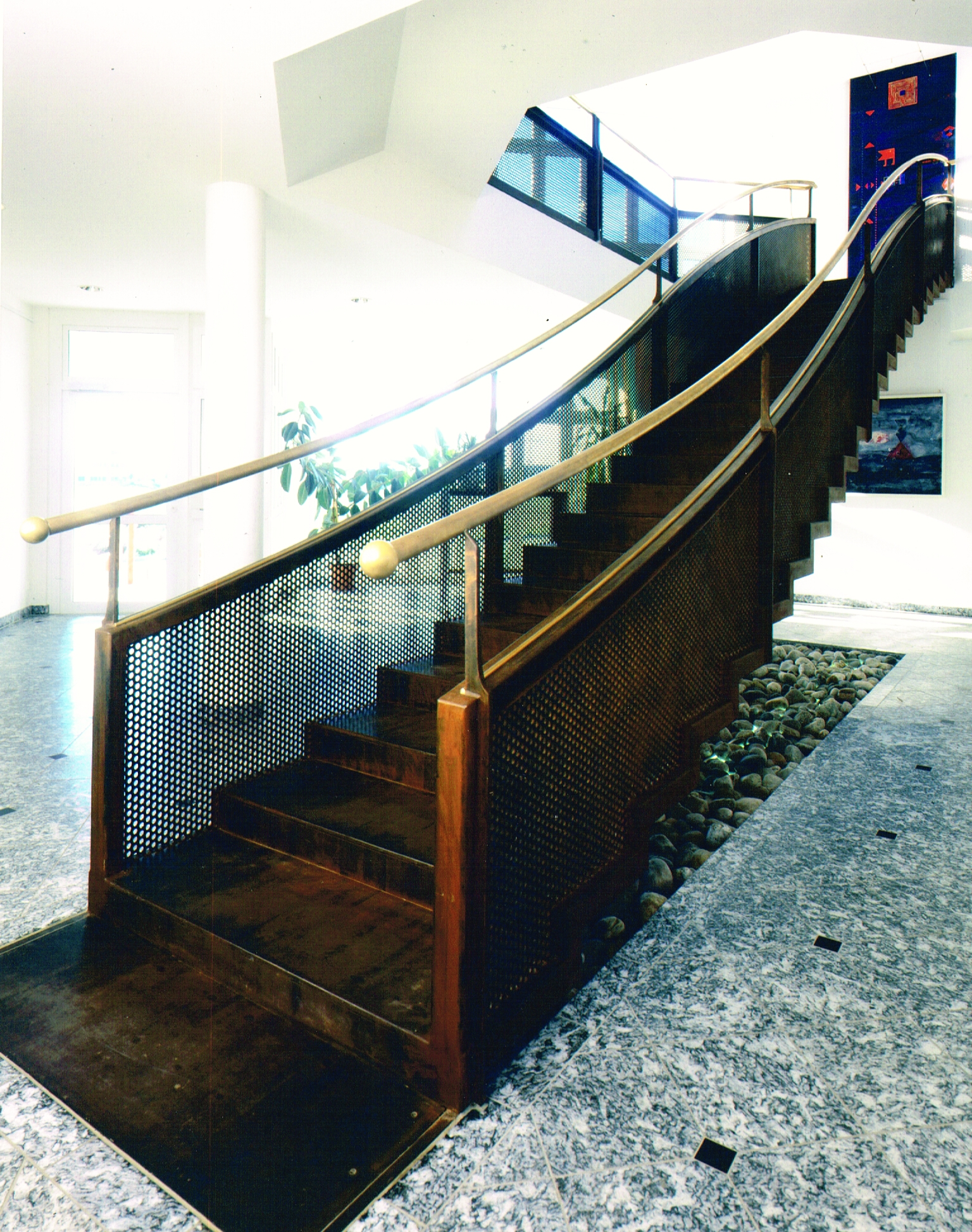
Sinustreppe in einem Bürogebäude in Landshut-Altdorf

## Beschreibung

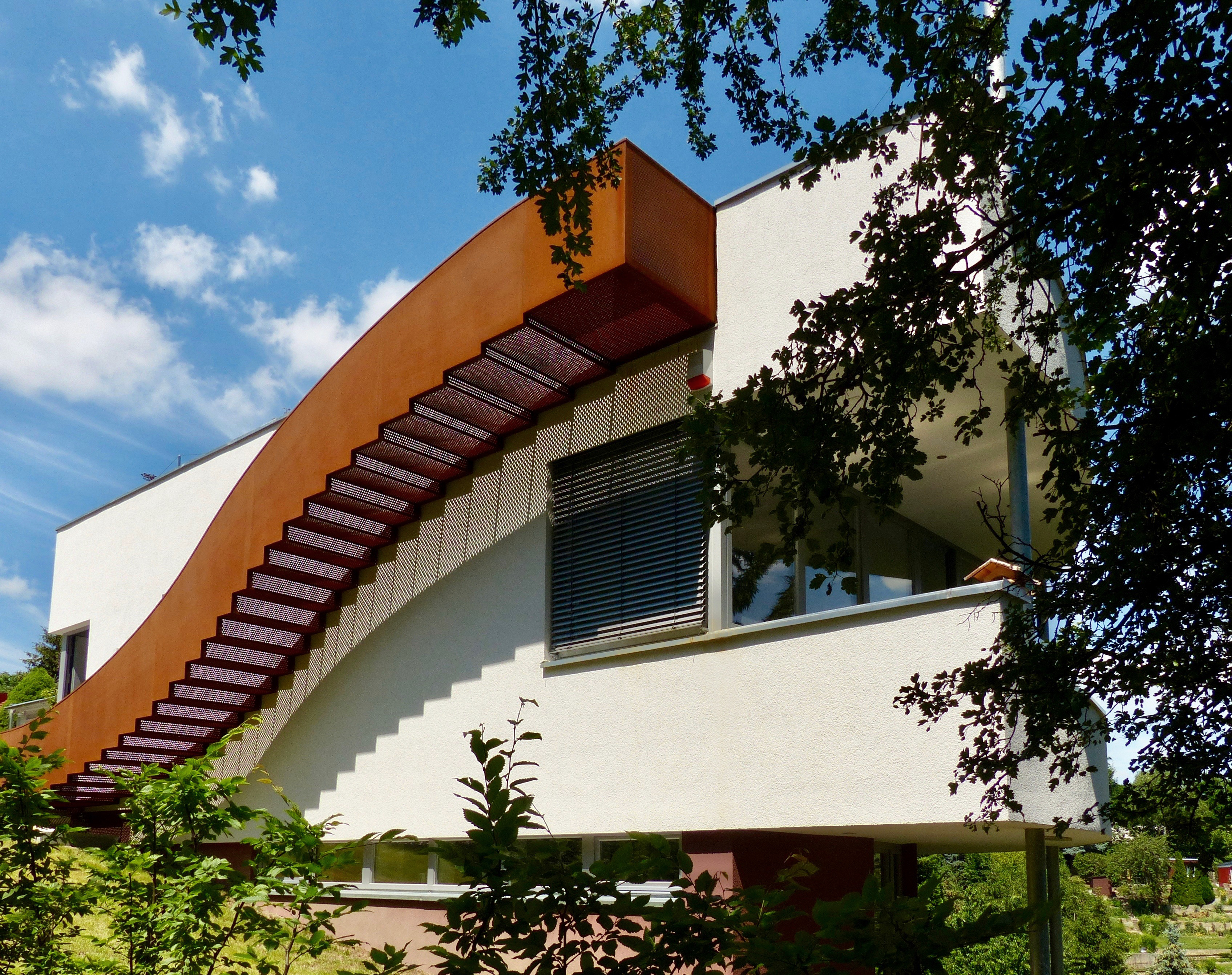
Von Baarß + Löschner als Außentreppe ausgeführte Sinustreppe

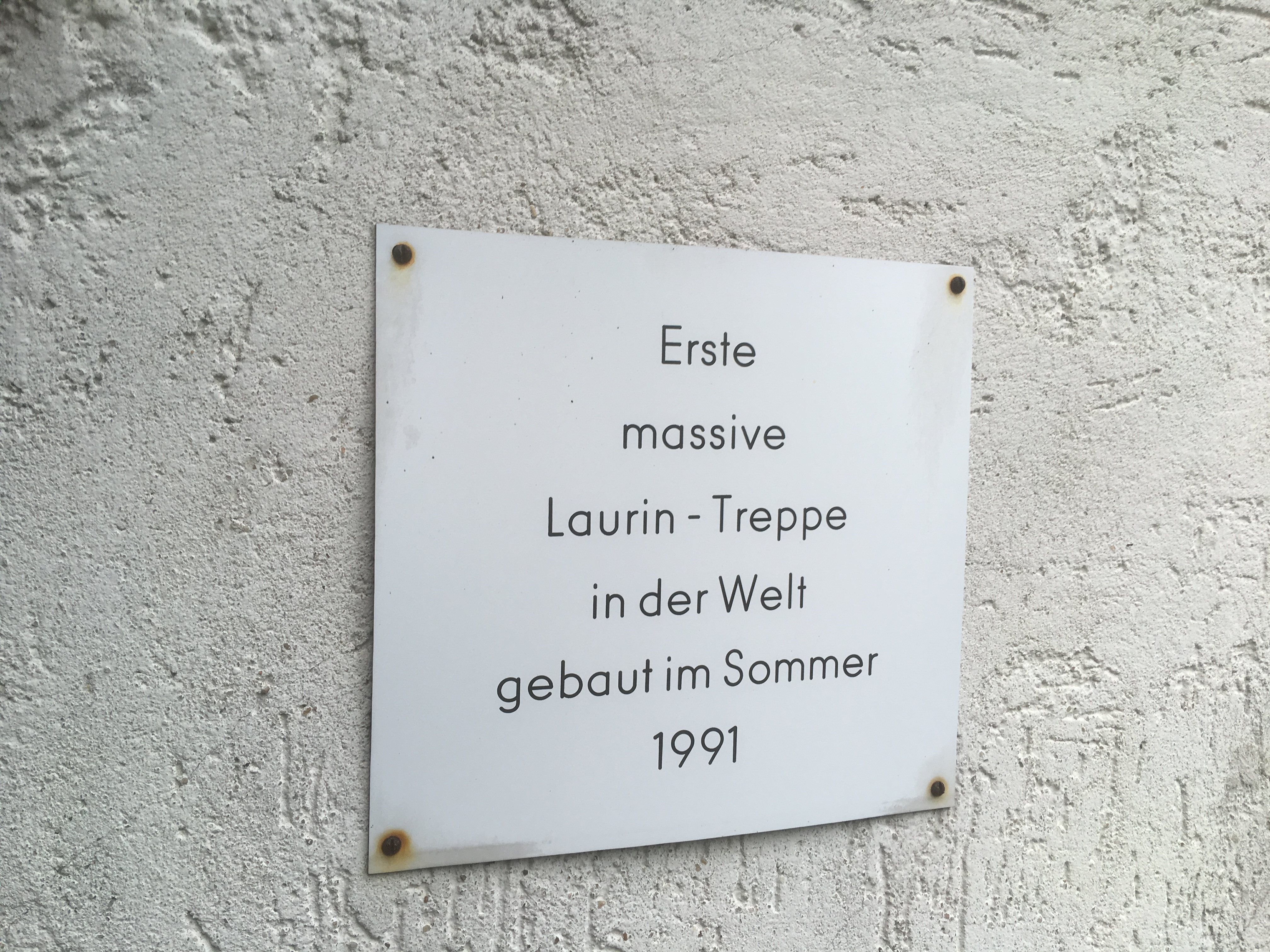
Hinweistafel auf die von Friedrich Mielke erbaute Variante einer Laurin-Treppe

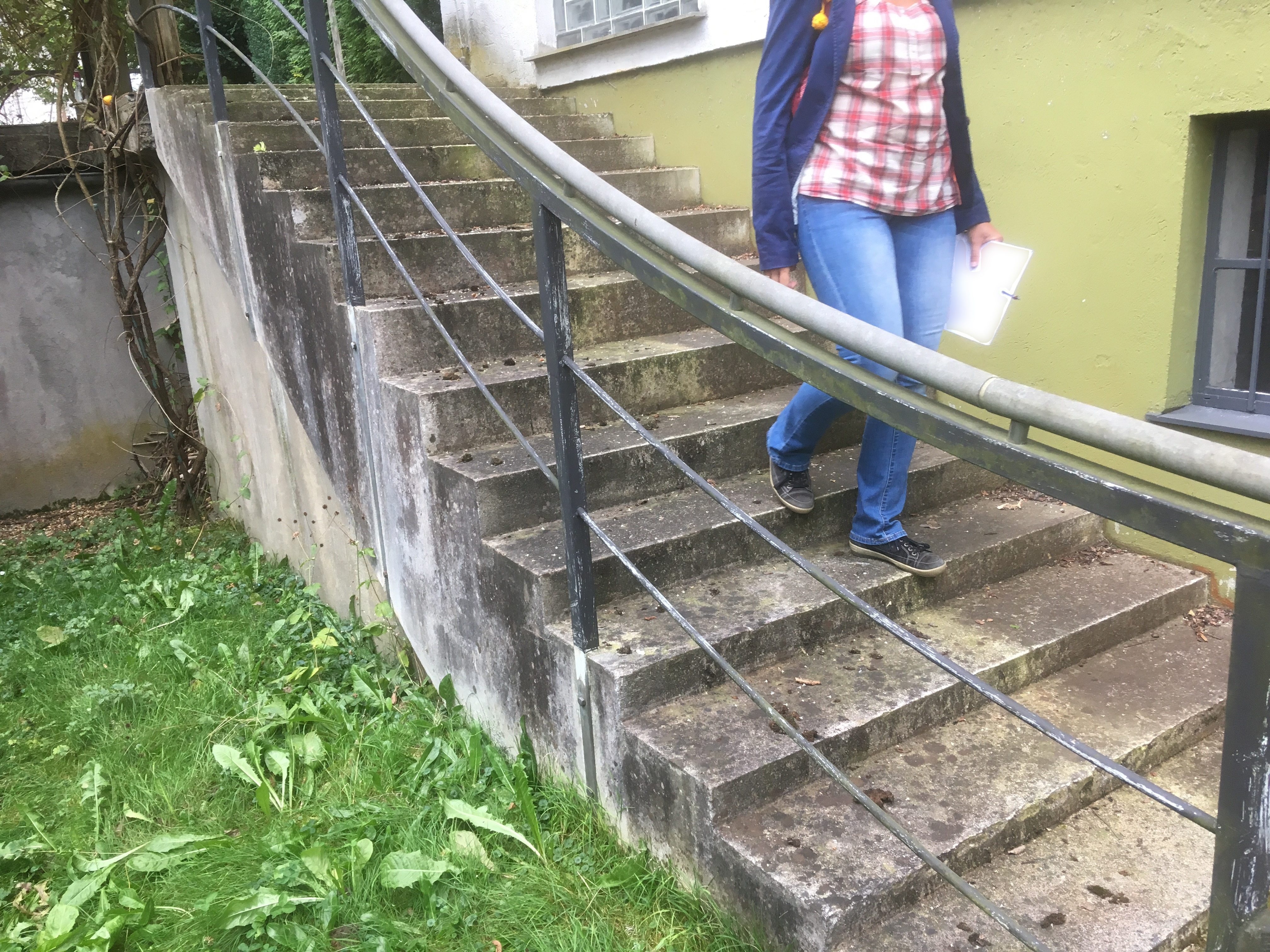
Begehung der von Friedrich Mielke gebauten Variante einer Laurin-Treppe

Diese Treppenform geht auf den Künstler und Schlosser Werner Bäumler-Laurin zurück. Sie zeichnet sich durch eine stetige Änderung von Steigung (Stufenhöhe) und Auftritt (Stufentiefe) in Form einer Sinuskurve aus.
Zwei Versionen der Laurin-Treppe waren Teil der von Rem Koolhaas kuratierten 14. Internationalen Architektur-Biennale Venedig (2014).
Die Treppe beginnt erst mit flachen Stufen, welche im Anstieg immer höher werden. Die Steigung ist in der Mitte der Treppe am größten und wird zum Ende der Treppe wieder kleiner. Im Gegensatz dazu sind die Auftritte am Anfang und am Ende am tiefsten, in der Mitte am wenigsten tief. Dadurch wird der abrupte Übergang am Anfang und am Ende üblicher Treppen vermieden. Die Treppenform entspricht nicht den üblichen Baustandards und wird nur selten eingesetzt.
Die Form der Treppe soll beim Nutzer das natürliche Gefühl beim Besteigen eines Hügels wecken. Erst sanft ansteigend, dann steiler und zum Ende hin mit nur noch flachem Anstieg. Studierende des Fachbereichs Architektur der Technischen Universität Kaiserslautern entwickelten im Semester 2017/2018 zu Forschungszwecken eine temporäre Laurin-Treppe bzw. Sinustreppe. In diesem Praxisversuch wurde die vorgenannte These bestätigt; das Gehgefühl auf der Laurintreppe wurde als sanft, geschmeidig und flüssig beschrieben.
Das Sinusprofil kann mit folgender Formel berechnet werden (Steigung S, Auftritt A).
{\displaystyle f(x)=\pi \left(1+\sin \left(x-{\frac {\pi }{2}}\right)\right)\cdot {\frac {S}{4A}}}
Im ehemaligen Privathaus des Scalologen Friedrich Mielke in Konstein befindet sich ein Nachbau einer Laurin-Treppe in Massivbauweise. Nach Werner Bäumler-Laurin, dem Urheber der Sinustreppe, entspricht diese Treppe jedoch nicht exakt seiner Theorie.
Auf Anregung der Professorin Thekla Schulz-Brize von der Hochschule Regensburg fand 2012 die Ausstellung Die Treppe – Leiter der Sinne in Regensburg statt. Dort war u. a. ein begehbares, sechs Meter langes Modell einer „Laurin-Treppe“ Teil der Ausstellung.
Eine Laurin-Treppe, entworfen von Werner Bäumler-Laurin, wurde in einem Büro- und Verwaltungsgebäude in Landshut-Altdorf errichtet. Die Stahltreppe hat ein Gewicht von 2,8 Tonnen und überwindet eine Höhendifferenz von 3,26 Meter. Das Objekt ist die erste im alltäglichen Gebrauch befindliche Sinustreppe nach der Theorie von Werner Bäumler-Laurin.
Das Architekturbüro Baarß + Löschner aus Radebeul plante und baute 2011 eine stählerne Sinustreppe für den Umbau eines Wohnhauses in Meißen und 2016 eine weitere Sinustreppe für den Neubau eines Wohnhauses, ebenfalls in Meißen.
1992 wurde eine Laurin-Treppe im Garten des Bundesbauministeriums in Bonn temporär ausgestellt. Ein aus Beton gegossenes Exemplar befindet sich im Besitz der Bauhaus-Universität Weimar und steht als begehbares Ausstellungsstück in Weimar in der Belvederer Allee.

## Historische Vorbilder

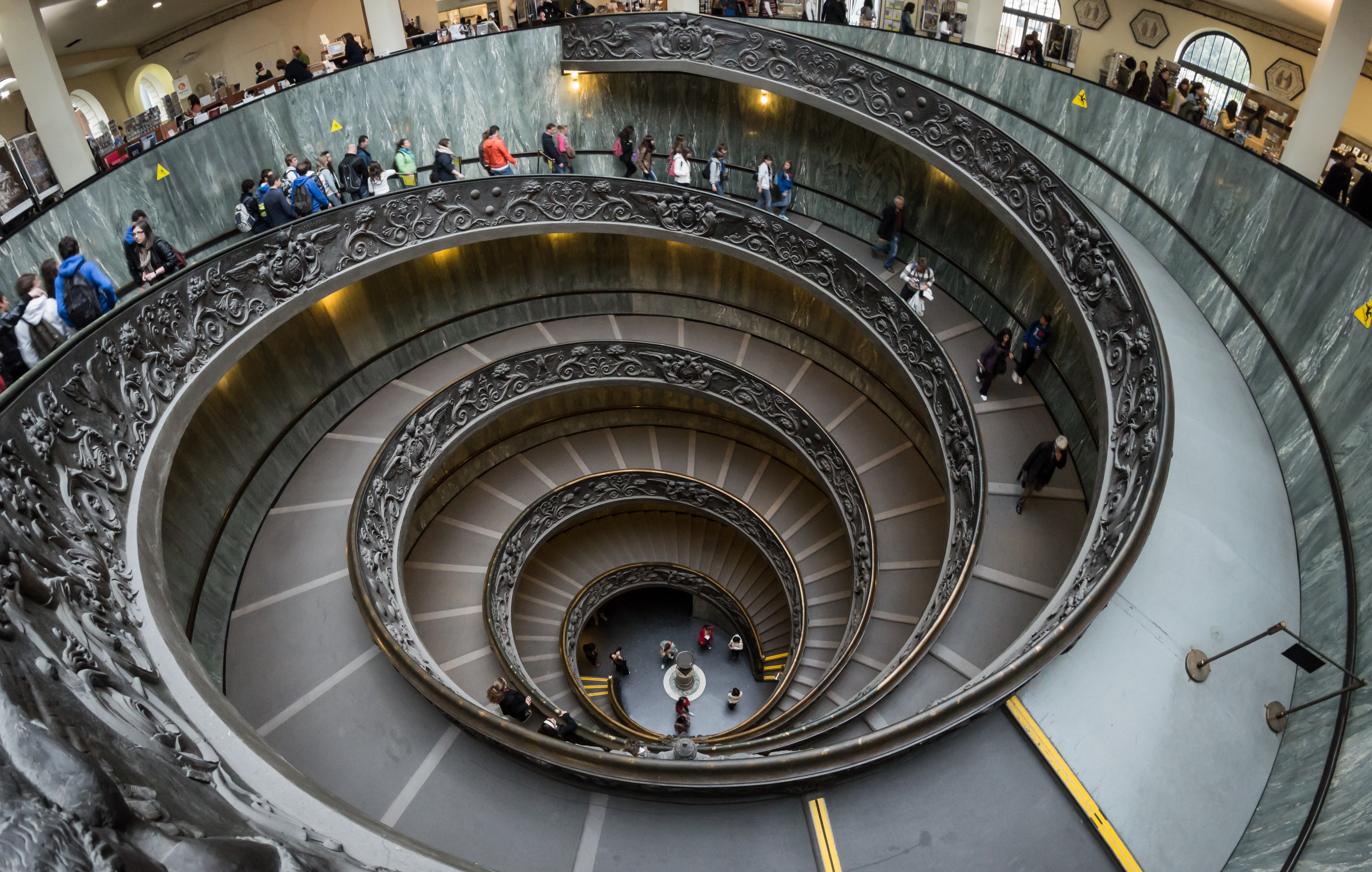
Doppelläufige Spiral-Treppe mit degressiver Steigung, gestaltet von Giuseppe Momo [1932

1929 entwarf der italienische Architekt Giuseppe Momo für die Vatikanischen Museen in Rom eine 1932 ausgeführte Spiraltreppe mit von unten nach oben degressiver Steigung. Durch abnehmende Steigungshöhen bei gleichzeitig zunehmenden Auftrittstiefen wird bei der Bramante-Treppe (nicht identisch mit der „Scala del Bramante“ von Donato Bramante) im Museo Pio-Clementino das Treppensteigen nach oben zunehmend weniger anstrengend.